# Nikolaus Deinl
Nikolaus Deinl o Deinlein fou un músic alemany nascut a Nuremberg el 16 de gener de 1665.
Fill d'un cantant a Nuremberg, Deinl estudia el solfeig amb Schwemmer i la composició amb Wecker i Krieger de Weißenfels. Va acabar els estudis el 1685 i va començar com organista a Pirnbaum. El 1705 era mestre de capella de l'església de l'Esperit Sant de Nuremberg. Va morir a la seva ciutat natal el 4 de maig de 1725. Altres fonts donen l'any 1730 com any de la seva mort.
Deixà nombroses composicions de caràcter religiós per a orgue.